# Martha Faraguna
Martha Caterina Faraguna (Londra, 13 giugno 1995) è un'ex velista italiana.

## Risultati
- Squadra Olimpica FIV 2013-2016
- 28º posto Campionato Mondiale Assoluto 2016 (Laser Radial)
- 25º posto Campionato Mondiale assoluto 2015 (Laser Radial)
- 4º posto Mondiale Juniores 2014 (Laser Radial)
- 2º posto Campionato Italiano Juniores 2014 (Laser Radial)
- 1º posto Nazione Italia ISAF Sailing Youth World Championship 2013 (Laser Radial)
- 3º posto Campionato Italiano Juniores 2013 (Laser Radial)
- 1º posto Campionato Europeo Giovanile 2011 (420)
- 5º posto ISAF Sailing Youth World Championship 2011 (420)